# Питис
Пи́тис (др.-греч. Πίτυς) — в греческой мифологии целомудренная горная нимфа (ореада), отвергшая любовь бога Пана и превратившаяся в сосну.

## Мифология

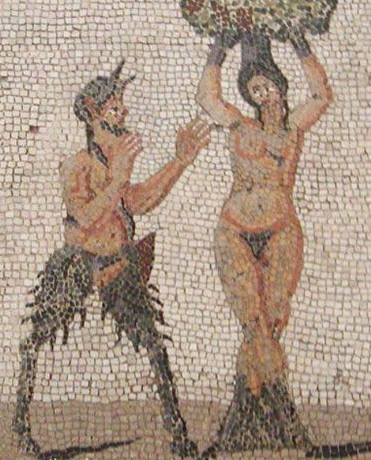
Пан и питис. III в. Римская мозаика. Национальный археологический музей Неаполя

Согласно первому варианту мифа, однажды Питис, в которую был влюблён бог северного ветра Борей, услышала звуки свирели. На ней играл козлоногий бог Пан. Питис, очарованная музыкой, подошла к Пану и заговорила с ним. Увидев, что его возлюбленная увлечена игрой другого бога, Борей воспылал ревностью и начал дуть с огромной силой, отчего несчастная нимфа не удержалась на ногах, свалилась в пропасть и разбилась. Горестная судьба Питис растрогала многих богов. Гея, сочувствуя нимфе, решила обратить её в сосну. А Пан в память о ней стал носить на голове венок из её сосновых веток.
В другой версии мифа Пан преследовал Питис и домогался её. Нимфа отвергла его любовь, за что Пан в гневе её убил. Далее сюжет развивается по схожему с первым вариантом сценарию: Питис превратилась в ель (или сосну), а Пан в память о нимфе сделал себе головной убор из её веток. Всё это перекликается с ещё одним мифом о Пане: так же, как и Питис, козлоногий бог преследовал другую нимфу — Сирингу, которая, спасаясь от него, обратилась в болотный тростник; впоследствии из этого тростника Пан изготовил многоствольную флейту, названную по имени девы сирингой.
История о Питис собрана, по крайней мере, тремя древнегреческими поэтами: Нонном Панополитанским («Деяния Диониса», II, 108), Лонгом («Дафнис и Хлоя», II, 7 и 39) и Лукианом («Диалоги мёртвых», 22, 4).

## В изобразительном искусстве
Сцены сюжета имеют некоторое отображение в живописи: в римской мозаике III века (хранится в Национальном археологическом музее Неаполя) и в картине маслом Эдварда Калверта, написанной около 1850 года (находится в Британском музее). Гораздо больше художественных произведений создано на сходный сюжет — о Пане и Сиринге (Никола Пуссен, Якоб Йорданс, Франсуа Буше, Вильям Бугро, Аннибале Карраччи, Арнольд Бёклин, Лоуренс Альма-Тадема, Максфилд Пэрриш и др.).